# Abitala (imię)
Abitala – żeńskie imię pochodzenia hebrajskiego. Jego znaczenie to "ojciec rosy".
Osoby noszące to imię:
- Abitala – żona izraelskiego króla Dawida
- Avital Abergel (ur. 1977) – izraelska aktorka
- Avital Ash (ur. 1986) – amerykańska aktorka

W innych językach:
- ang. Abital, warianty: Abeetal, Avital